# Jagoče (Czarnogóra)
Jagoče (cyr. Јагоче) – wieś w Czarnogórze, w gminie Bijelo Polje. W 2011 roku liczyła 96 mieszkańców.